# Langlieria
Langlieria is een geslacht van uitgestorven sarcopterygische kwastvinnige vissen vanaf het einde van het Devoon (Famennien). Het werd ontdekt in België en Pennsylvania.